# لورا باسي
لورا ماريا كاترينا باسي (بالإيطالية: Laura Maria Caterina Bassi) ـ (31 أكتوبر 1711 ـ 20 فبراير 1778) هي فيزيائية وأكاديمية إيطالية، تُعرف بأنها أول امرأة في العالم تشغل كرسيًا أكاديميًا في العلوم.
حصلت باسي على درجة الدكتوراه من جامعة بولونيا في مايو 1732، وكان مؤهلها الأكاديمي هذا هو ثالث مؤهل أكاديمي تحصل عليه امرأة من جامعة في تاريخ الجامعات الحديثة. وقد صارت باسي أول امرأة تشغل كرسي الأستاذية في مجال الفيزياء في جامعة أوروبية، وأول امرأة تشغل منصبًا أكاديميًا تعليميًا في جامعة أوروبية.

## حياتها
ولدت في بولونيا لأسرة ثرية. وأُختلف حول تاريخ ميلادها في العديد من المصادر المختلفة ويتراوح ما بين 20 أكتوبر و29 أكتوبر من عام1711.
تلقت تعليماً خاصاً من قبل قايتانو تاكوني حيث بدأت من عمر 13 سنة واستمرت لمدة سبع سنوات. وبدأ الاثنان بالانفصال بعدما اكتشفت باسي ولعها بالعلم النيوتوني على الرغم من رغبة تاكوني لها في التركيز على المعتقدات الديكارتية الأقل إثارة للجدل. وقام قريبها، الأب لورينزو ستيقاني بتعلميها اللاتينية والفرنسية والحساب.
وبعد الكثير من التمارين الخاصة، في عام 1732 عندما كان عمرها 20 سنة، دافعت عن أطروحتها علناً في قصر بابليكو، وبدأت من هناك مسيرتها الأكاديمية.
تزوجت بجيوزبي فيراتي في 7 فبراير 1738 وهو دكتور في الفلسفة والطب، ومحاضر زميل في الفيزياء في جامعة بولونيا. واشتركا في علاقة عمل رفيعة؛ وقيل بإن باسي استلهمت فكرة دراسة الفيزياء التجريبية من خلال زواجهم كما أنهما والدان لخمسة أطفال.
توفيت باسي في 20 فبراير عام 1778 عن عمر يناهز 67 عاماً.

## أعمالها

### جامعة بولونيا

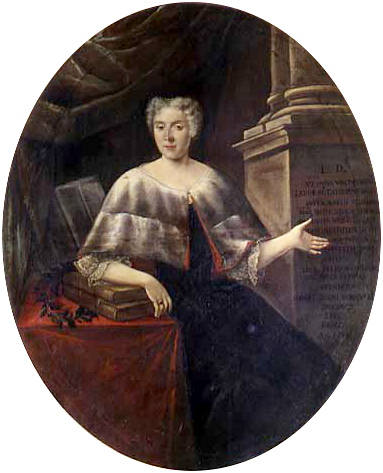
لوحة للورا باسي في جامعة بولونيا

حصلت على درجة الدكتوراه في الفلسفة بعدما دافعت عن تسعة وأربعين أطروحة قدمتها علناً في قصر بابليكو وذلك في 12 مايو، 1732. وهكذا أصبحت باسي ثاني امرأة في العالم تحصل على درجة الدكتوراه في الفلسفة بعد إلينا كورنارو بيسكوبيا في عام 1678 قبل خمسة وأربعين سنة.
ودافعت عن اثنا عشرة أطروحة إضافية قدمتها بعد شهر في أرتشيقنيزو وهو المبنى الرئيسي في جامعة بولونيا مما دفعها للتقدم في منصب للتدريس في الجامعة. منحت جامعة بولونيا باسي الأستاذية في الفلسفة مما جعلها ذلك أيضاً عضواً في أكاديمية العلوم في 29 أكتوبر 1732.
كان عنوان أول محاضرة ألقتها “De aqua corpore naturali elemento aliorum corporum parte universi” والذي من الممكن أن يترجم من اللاتينية «الماء كعنصر طبيعي لجميع الأجسام الأخرى». وعلى الرغم من ذلك لا تزال الجامعة تحمل قيمة النساء وقدرتهن على أن يقدن حياة خاصة. من عام 1746 وحتى 1777، قدمت باسي أطروحة رسمية واحدة فقط سنوياً وتتراوح المواضيع حول مشكلة الجاذبية والكهرباء. وقيل إنها قدمت مالا يقل عن إحدى وثلاثين أطروحة للجامعة. ولأنها لم تستطع القاء المحاضرات علانية بانتظام في الجامعة بدأت في إجراء الدروس الخصوصية والتجارب في المنزل في عام 1749 مما أتاح لها الابتعاد عن قيود الجامعة واستكشاف 
أفكار جديدة. 
توقع مجلس الشيوخ أن تحضر باسي العديد من المناسبات لأنها كانت رمزاً وشخصية سياسية. وكان مهرجان التشريح، وهو مهرجان عام للتشريح مفتوح للجميع من خلال بيع التذاكر، مناسبة من المتوقع أن تحضرها لأنه كان سمة أساسية من الحياة العامة في الجامعة والذي جذب اهتمام العديد من الأجانب وأفراد المجتمع المهمين، لذا بدأت بحضور هذا الحدث سنويا في 1734. 
تمكنت باسي من المطالبة بزيادة راتبها بشكل منتظم نظراً لازدياد المسؤوليات على عاتقها وظهورها للعامة نيابة عن الجامعة، والتي بدورها استخدمته لشراء المعدات المتطورة وحصلت باسي على أعلى مرتب مدفوع من جامعة بولونيا ويقدر ب 1200 ليرة.
وفي عام 1772، توفي رئيس الفيزياء التجريبية باولو بالبي بشكل مفاجئ والذي كان زوج باسي مساعده لفترة طويلة. ومع ذلك، اعتقدت باسي أن بإمكانها أخذ منصبه المتاح ولهذا، في 1776 وعن عمر يناهز 65 تم تعيين باسي رئيسة للفيزياء التجريبية من قبل مؤسسة العلوم في بولونيا مع زوجها كأستاذ مساعد. وبعد عامان من تعيينها توفيت باسي بعد ما جعلت من العلم مهنة دائمة في حياتها وبعد ما جعلت دور المرأة في الأوساط الأكاديمية متقدماً.

### العمل التجريبي
تمكنت من القاء المحاضرات من المنزل بشكل منتظم بعد زواجها من جيوزبي فيراتي. وخلال 1760، عملت باسي مع زوجها في بحث تجريبي عن الكهرباء وجذب ذلك العديد من الموهوبين مثل أبي نولي وغيره إلى بولونيا لدراسة الكهرباء.
وكان اهتمامها الأساسي حول الفيزياء النيوتنية ودرست في هذا المنهج لمدة 28 سنة وكانت واحدة من الشخصيات الرئيسية في التعريف بأفكار نيوتن عن الفيزياء والفلسفة الطبيعية إلى إيطاليا. كما وقامت بتنفيذ تجارب خاصة بها في جميع جوانب الفيزياء. وأعطت باسي دروساً خصوصية حول الفيزياء النيوتنية والكهرباء الفرانكلينية لأنهما موضوعان لم تركز المناهج الدراسية عليهما في الجامعة، كما وقامت بتأليف 28 بحث، وغالبيتها العظمى حول الفيزياء والهيدروليكية. وعلى الرغم من أنها لم تكتب أي كتاب، نشرت فقط أربعة من بحوثها.

### المراسلة
ومن أهم ما قامت به في قصر بابليكو هو الدفاع عن أطروحتها وحفل توزيع الجوائز وأول محاضرة ألقتها في 1732، ويعد قصر بابليكو واحداً من أهم المباني الحكومية في بولونيا. ولم يحضر هذه المناسبات أعضاء هيئة التدريس والطلاب فحسب بل حضرها أيضاً شخصيات دينية وسياسية من المدينة منهم: مندوب البابوية ونائبة ورئيس أساقفة بولونيا والغونفالونييري والشيوخ وأعضاء مجلس الشيوخ والقضاة وبالإضافة لذلك نساء بولونيا والنبلاء.
ويعد الكاردينال بروسبيرو لمبرتيني والذي أصبح لاحقاً البابا بنديكت الرابع عشر، أحد أهم رعاة باسي والذي شجع عملها العلمي ودعم جامعة بولونيا باستمرار، كما واعترض عندما حاول بعض أعضاء هذه المؤسسة فصل باسي عن بقية الأساتذة.
أسس لمبرتيني (البابا بنديكت الرابع عشر) في 1745 مجموعة تضم 25 من نخبة العلماء وعرفت ببنديتني («البنديتيكين» سماها نسبة لنفسه)، وحاولت باسي بشدة ليتم تعيينها في هذه المجموعة ولكن ردود فعل الأكاديميين حول انضمامها كانت متباينة، وفي نهاية المطاف، قام بنديكت بتعيينها لتصبح بذلك المرأة الوحيدة في تلك المجموعة.
وعلى الرغم من أن عدداً محدوداً من أعمالها العلمية كان مخلفاً للوراء إلا أن للكثير من أعمالها تأثير واضح ويظهر من خلال مراسلاتها العديدة مع فولتير وسيزار بيكاريا وفرانسسيكو القاروتي وروجر بوكسوفيه وتشارلز بونييه وجين أنطوني نوليه وباولو فريسي ولادزارو سبالانساني والساندرو فولتا. وكتب لها فولتير ذات مره قائلاً "لا يجود لدينا باسي في لندن، وسأكون أكثر سعادة عندما أصبح من ضمن أكاديميتيك في بولونيا أكثر مما سأكون عليه في الأكاديمية الإنجليزية، حتى وإن كانت هي من خرجت "نيوتن". 
كتب فرانسسيكو القاروتي عدة قصائد بشأن احتفالات درجتها العلمية.

## الأوسمة والجوائز
حصلت باسي على الميدالية البرونزية من الرسام دومينيكو ماريا فراتا والنحات أنطونيو لازاري وذلك للاحتفال بالسلسلة الأولى من الصفوف والتي تحمل العنوان "“Pubblica Docente e Collegiata. وكانت الميدالية تحمل صورة باسي في إحدى الجهات، وكانت الجهة الأخرى تحمل هذه العبارة “Soli cui fas vidisse Minerva”. والتي يمكن أن تترجم إلى "وحدك من يمكنها النظر إلى منيرفا".
وبعد وفاتها، تم نحت تمثال من الرخام لتخليد ذكراها وتم وضعه فوق غرفة البحرية في المعهد.
وتم انتخابها كعضوة للعديد من المجتمعات الأدبية وقامت بالكثير من المراسلات مع أكثر الرجال الأوروبيين بروزاً، وكانت ملمة بالأدب الكلاسيكي وأدب فرنسا وإيطاليا.
وتوجد حفرة بعمق 31 كم على سطح الزهرة تحمل اسمها، وكذلك مدرسة ثانوية وشارع في بولونيا.

## الأعمال المنشورة
نشرت باسي في حياتها أربعة أعمال فقط، والتي عكست جزء صغير من مساهمتها في جامعة بولونيا. ولكن أظهرت مراسلاتها مع الشخصيات المعروفة الأثر الحقيقي الذي تركته في المجتمع العلمي في إيطاليا.
وهنا قائمة بأعمالها:
- Miscellanea (1732) [digital edition (2003): The International Center for the History of Universities and Science (CIS), University of Bologna]
- de aeris compression (1745)
- de problemate quodam hydrometrico and de problemate quodam mechanico (1757)
- de immixto fluidis aere (1792)